# Notocosa
Notocosa is een geslacht van spinnen uit de familie wolfspinnen (Lycosidae).

## Soorten
De volgende soorten zijn bij het geslacht ingedeeld:
- Notocosa bellicosa (Goyen, 1888)